# Matooke

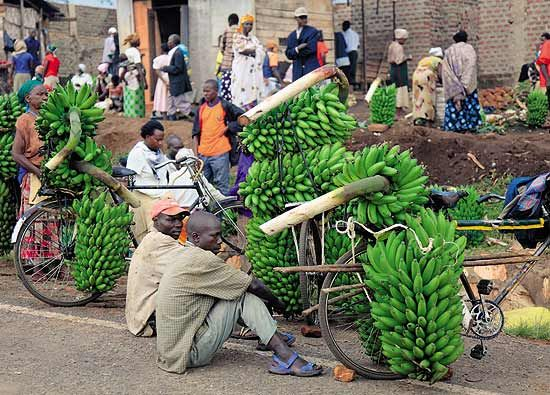
Vendeurs de matooke.

Le matooke (ou matoke) est un type de banane plantain cultivée dans les régions d'altitude des Grands Lacs africains, principalement en Ouganda et désigne également le mets qui en est constitué.
Le fruit est large, de taille moyenne avec des angles prononcés. Il est consommé encore vert et dur. Le goût est légèrement amer ou acidulé et n'est jamais sucré.
Le matooke est l'un des mets les plus populaires d'Ouganda, particulièrement dans la partie centrale et méridionale du pays. Consommée quotidiennement par 75 % de la population ougandaise, elle constitue le plat de base pour 30 millions d’individus entre l’Ouganda, la Tanzanie et le Kenya, avec un nombre de consommateurs sur le continent africain se montant à 100 millions. Sa popularité explique le fait qu’à Kampala, ce mot est devenu synonyme de nourriture.

## Préparation
La préparation traditionnelle est de peler le matooke, puis de le bouillir ou cuire à la vapeur, enrobé dans les feuilles du bananier. Au fur et à mesure de la cuisson, le matooke, originellement blanc et dur, ramollit et jaunit. Le matooke est ensuite écrasé en purée.

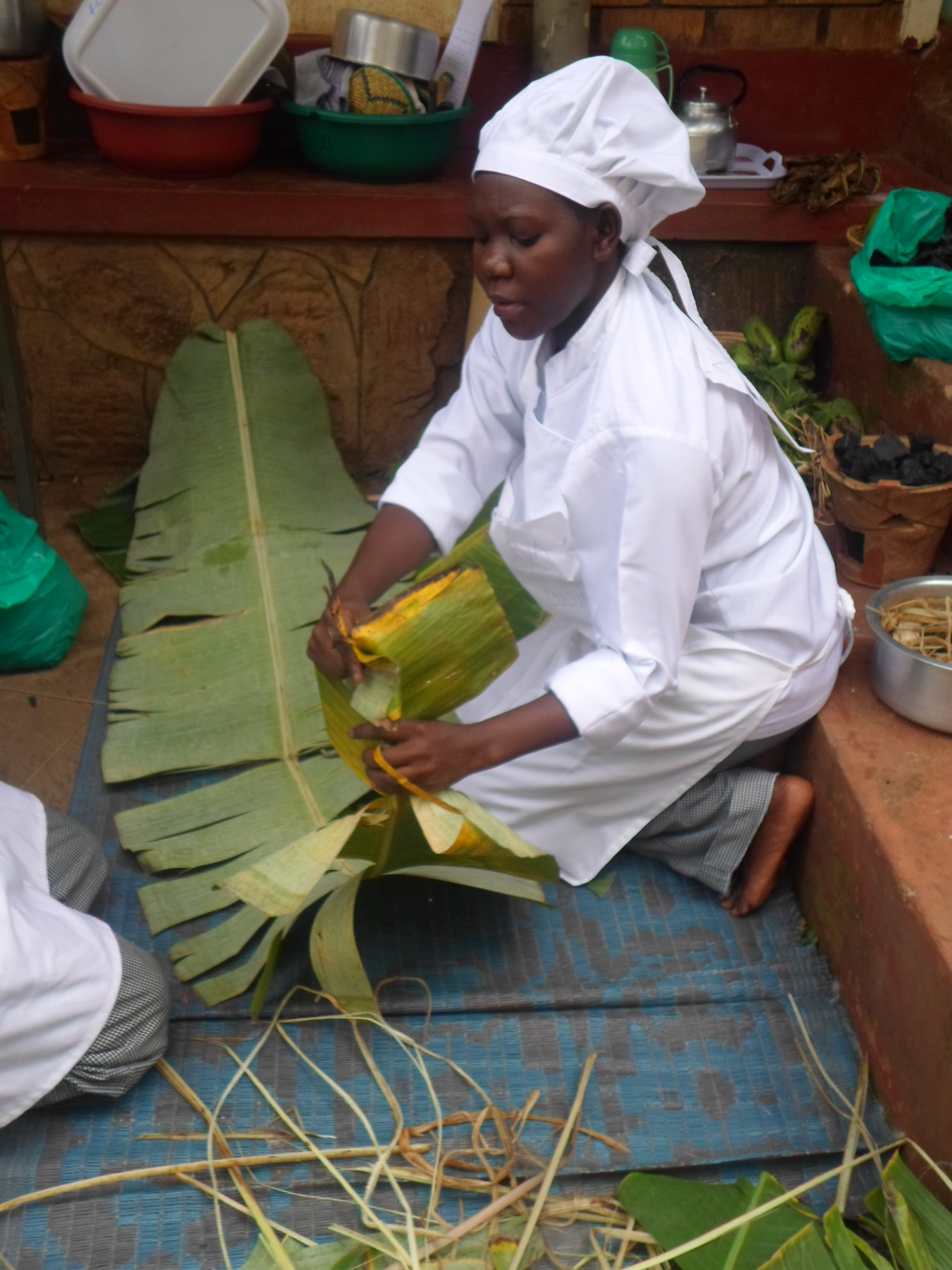
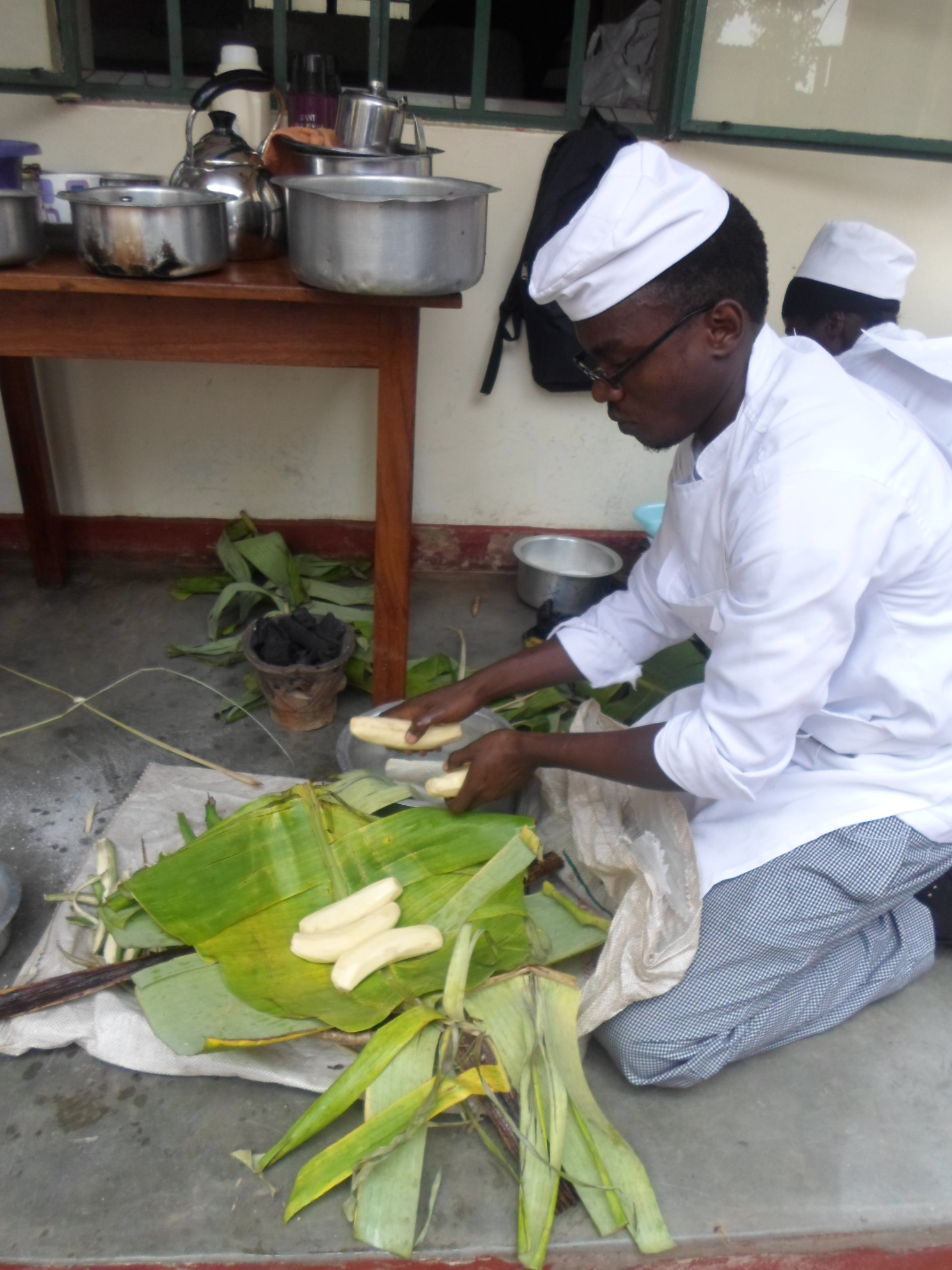
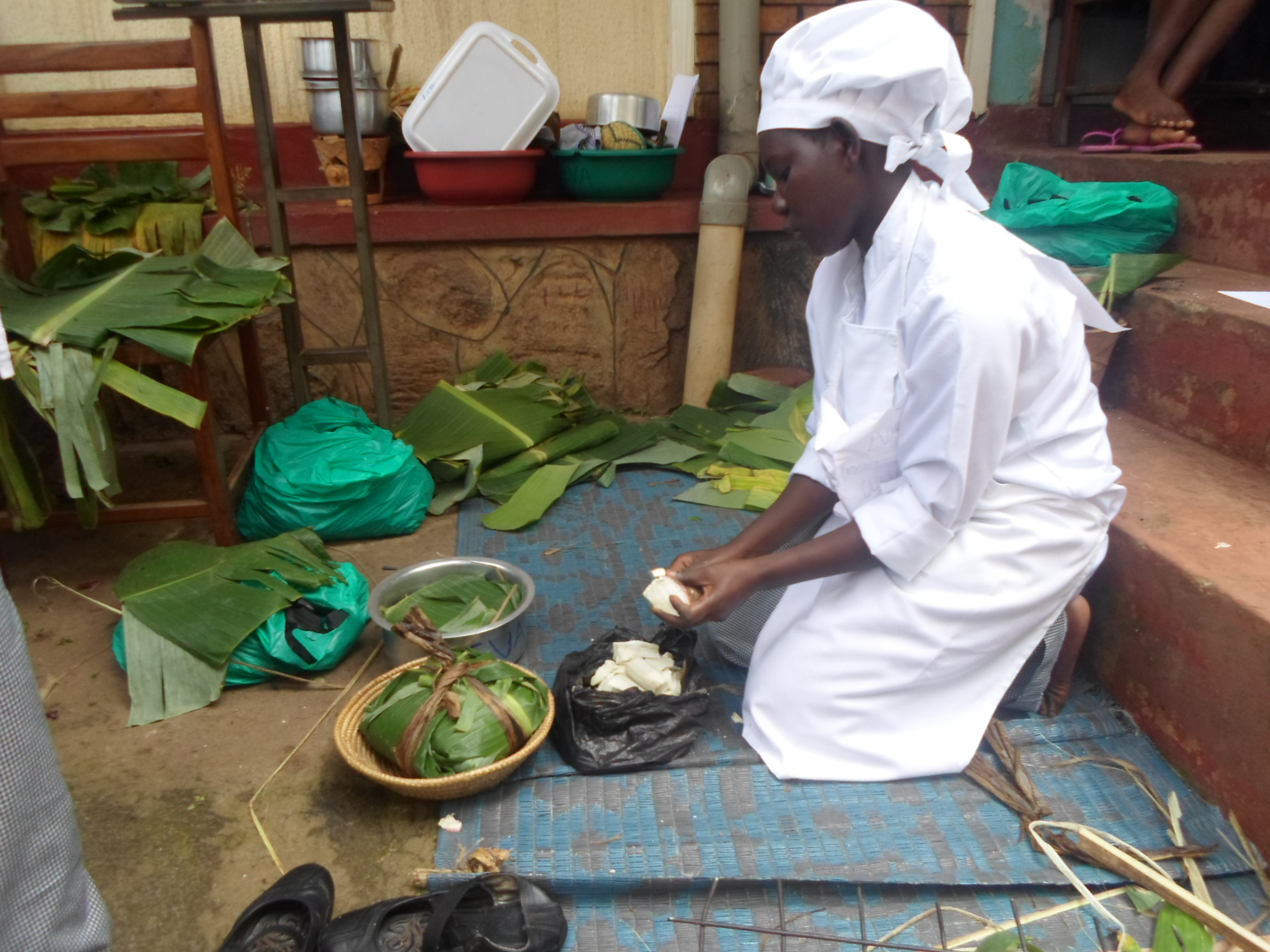
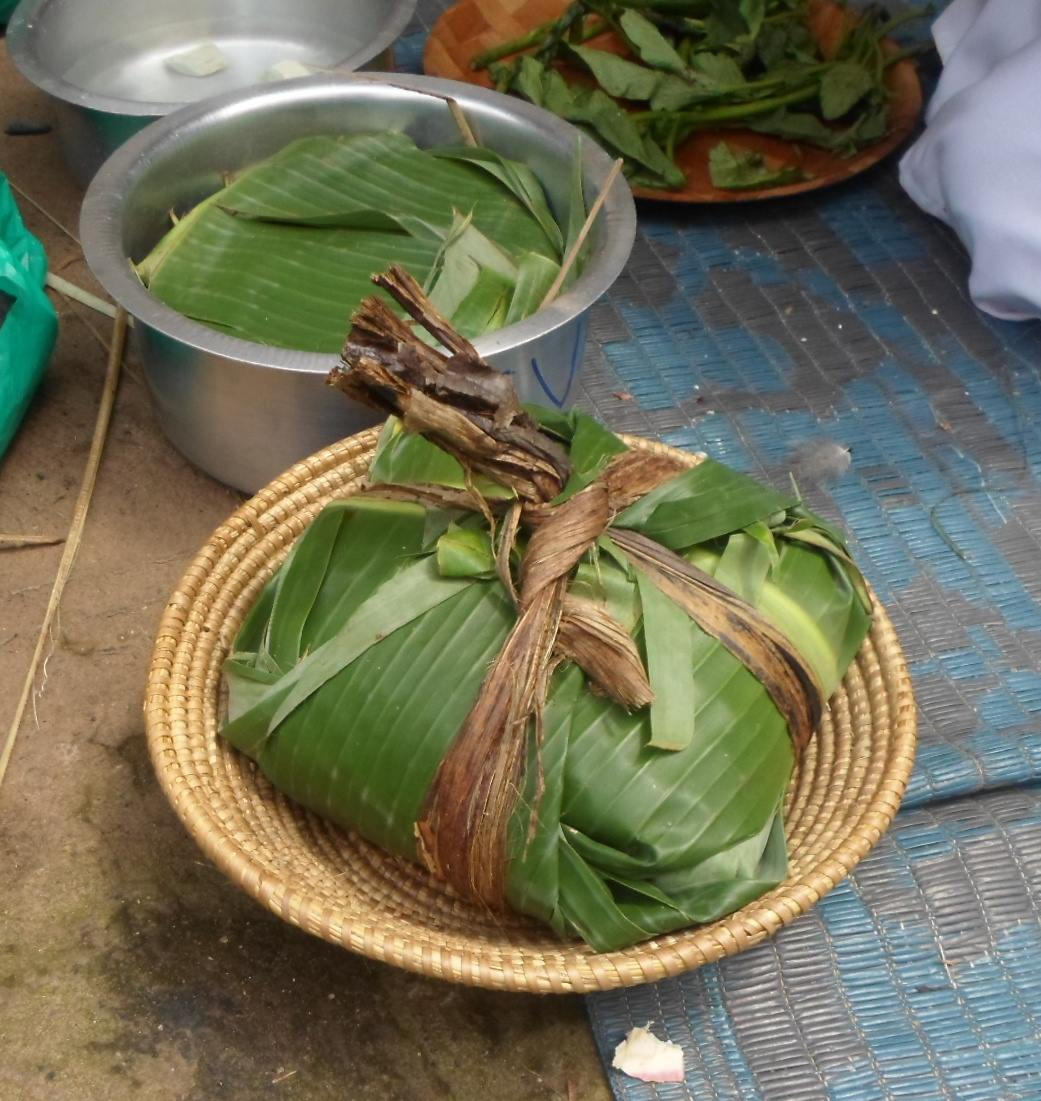

## Dégustation
Le matooke peut être servi avec un ragoût de chèvre ou de bœuf ou une sauce d'arachides et des légumes.

Le matooke peut être incorporé directement dans la cuisson d'un ragoût.

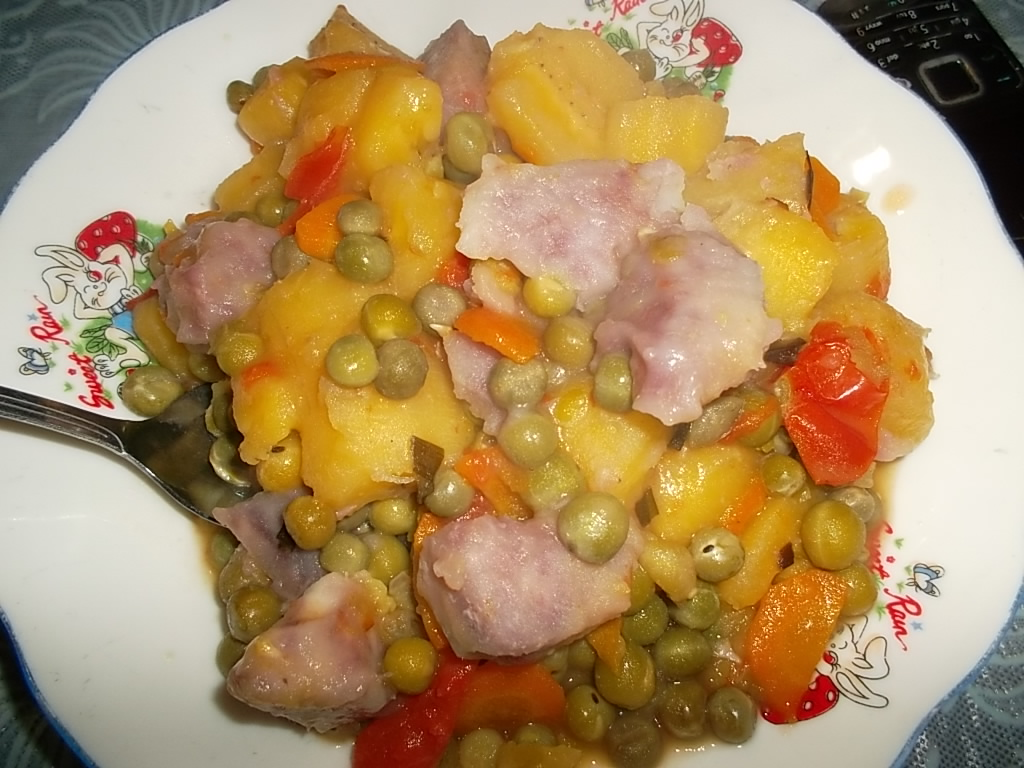
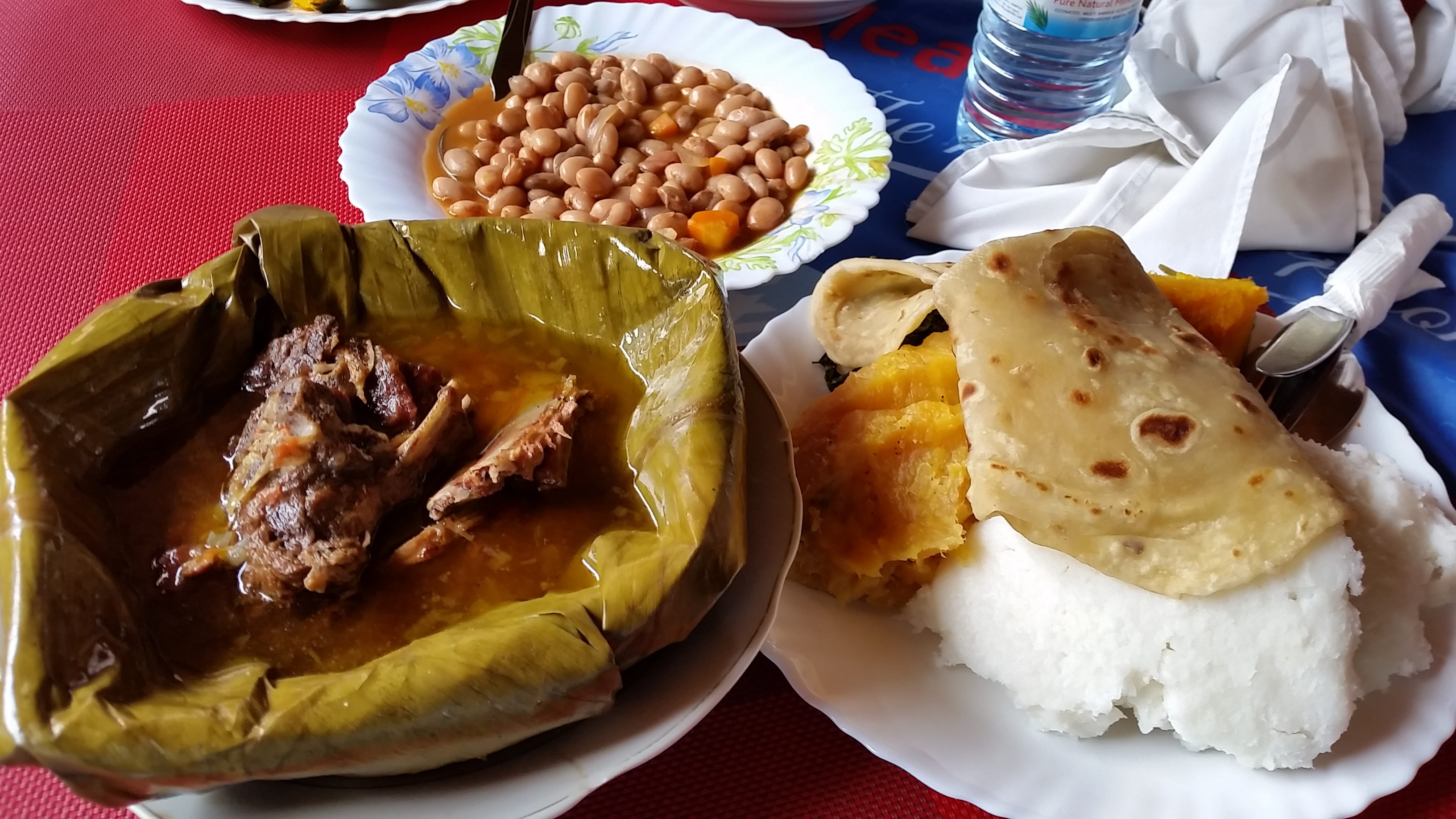
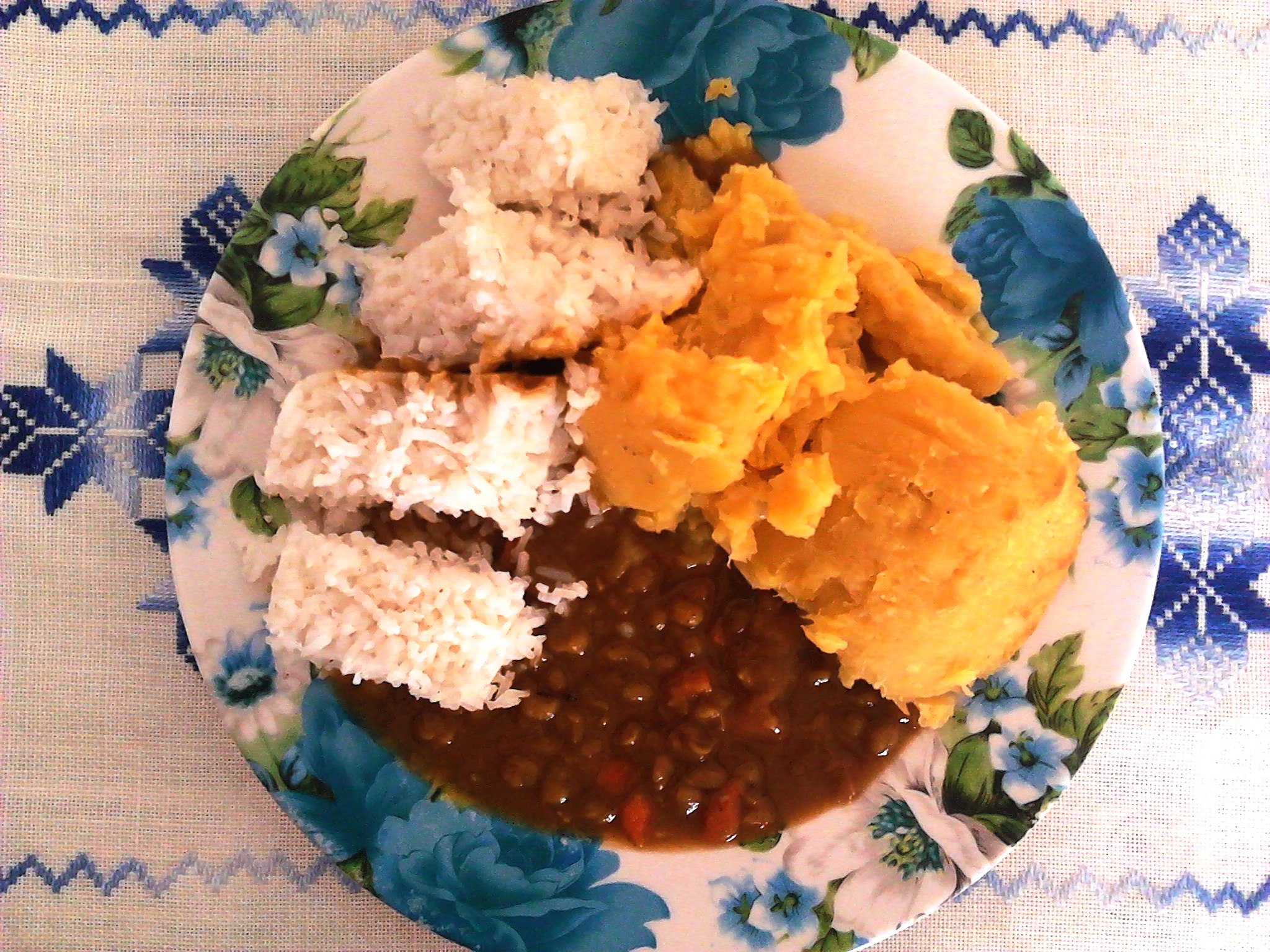
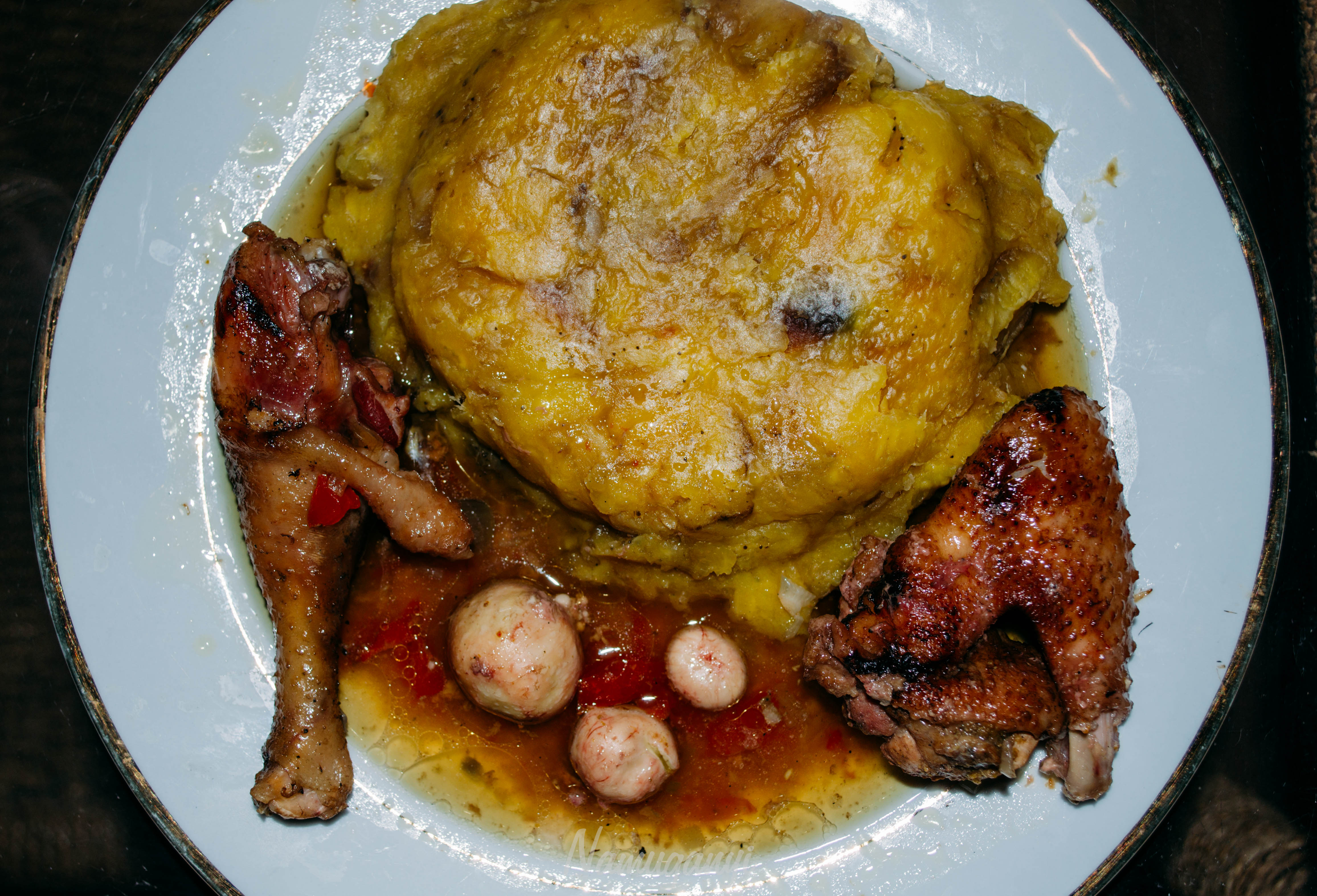